# 43 Ceti
43 Ceti är en misstänkt variabel i stjärnbilden Valfisken.
43 Ceti har visuell magnitud +6,48 och varierar utan fastställd amplitud eller period. Den befinner sig på ett avstånd av ungefär 450 ljusår.